# Jean Joseph Tranchot

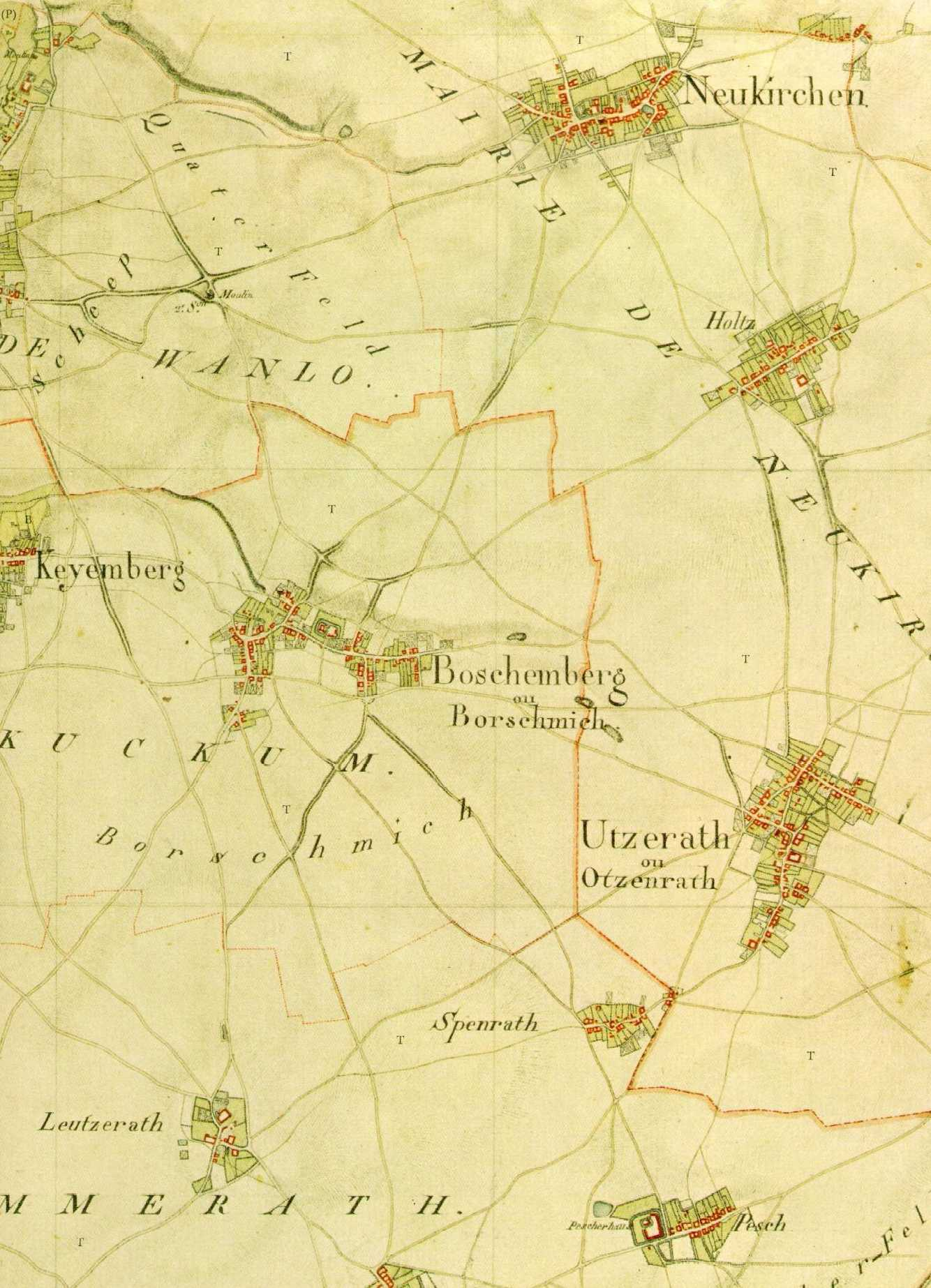
Ausschnitt einer Tranchotkarte mit den Bürgermeistereien Kuckum, Wanlo, Neukirchen und Immerath

Jean Joseph Tranchot (* 2. Januar 1752 in Kœur-la-Petite, Lothringen; † 30. April 1815 in Linas) war ein französischer Geograph. Sein wichtigstes Werk war die Topographische Aufnahme der Rheinlande (Tranchotkarte).

## Leben und Arbeiten
Jean Joseph Tranchot wurde als Sohn des Schreiners Remigius Tranchot und dessen Ehefrau Maria Maury am 2. Januar 1752 in Kœur-la-Petite, im Département Meuse in der Region Grand Est (bis 2015 Lothringen) geboren.
Seit 1774 sammelte Tranchot erste Erfahrungen bei der Triangulation auf Korsika im Auftrage der französischen Krone. Bei Pierre Méchain erwarb er weitere Kenntnisse über Trigonometrie und Astronomie, die ihm halfen, die Kartierung Korsikas, Sardiniens und der Küstengebiete der Toskana durchzuführen. Dafür wurde ihm im Jahre 1791 die besondere Anerkennung der Akademie der Wissenschaften ausgesprochen. Zwischen 1792 und 1799 nahm er an Méchains Triangulationen zwischen Dünkirchen, Paris und Barcelona teil, wobei beide den südlich von Paris gelegenen Teil der Strecke bearbeiteten und sich wertschätzen lernten.
1794 war Tranchot in den wissenschaftlichen Stab des Dépôt de la Guerre berufen worden. Im Range eines Colonel (Oberst) beförderte ihn die französische Regierung unter Napoléon Bonaparte 1801 zum Chef des »Bureau topographique de la carte des quatre Départements réunis de la rive gauche du Rhin« (Topographische Abteilung zur Kartierung der vier vereinigten linksrheinischen Départements), das, wie ähnliche Abteilungen auch, gezielt für die Kartierung potentieller Kriegsschauplätze gegründet wurde. Die Arbeiten dauerten insgesamt von 1801 bis 1814.
Tranchot und sein Mitarbeiterstab nutzten und entwickelten Modernisierungen für fast alle Teilbereiche ihres Projektes. Sie verbesserten die Messinstrumente und Methoden und erfanden eigene, sinnvolle Gestaltungsrichtlinien, wo diese fehlten. Teilweise heimlich und im Gegensatz zu ihrem Auftraggeber stellten sie die zivile Nutzbarkeit der Karteninformation in den Mittelpunkt ihrer Arbeit. Das Ergebnis dieser enormen Anstrengungen war ein Kartenwerk von zuvor nicht gekannter Qualität, das bis in die heutige Zeit nützlich ist.
Jean Joseph Tranchot erlag am 30. April 1815 in Linas (in der Nähe von Paris) einem Schlaganfall.
Die topographische Aufnahme der Rheinlande wurde von 1815 bis 1828 unter dem Geodäten Karl von Müffling in preußischem Auftrag weitergeführt.

## Denkmal
Als Denkmal für das Vermessungswerk wurde 1807 in Aachen ein Obelisk aufgestellt.
Auf der Botrange (Gemeinde Weismes in Ostbelgien, Provinz Lüttich) befindet sich die sogenannte Tranchot-Pyramide, vermutlich aus dem Jahr 1810. Der Vermessungspunkt 1. Ordnung ist mit "BOTRANCHE A TRANCHOT" beschriftet (heutige Schreibweise: "Botrange").